# 폭스 빙하

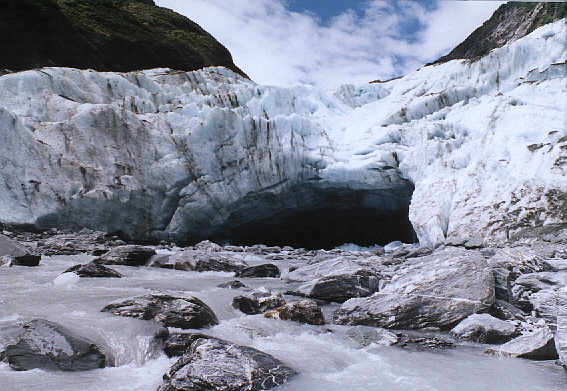
폭스빙하

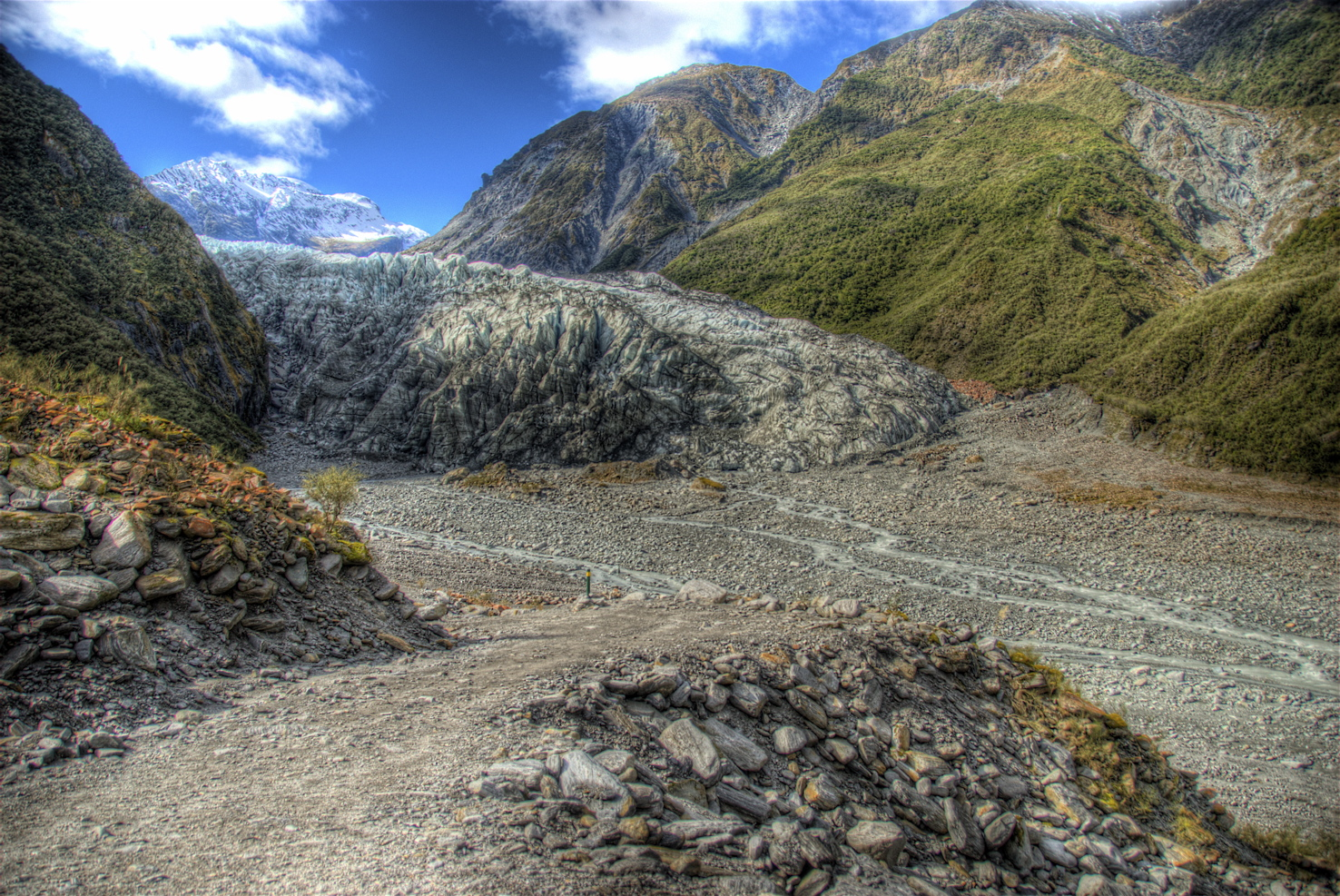
우림에 맞닿은 빙하

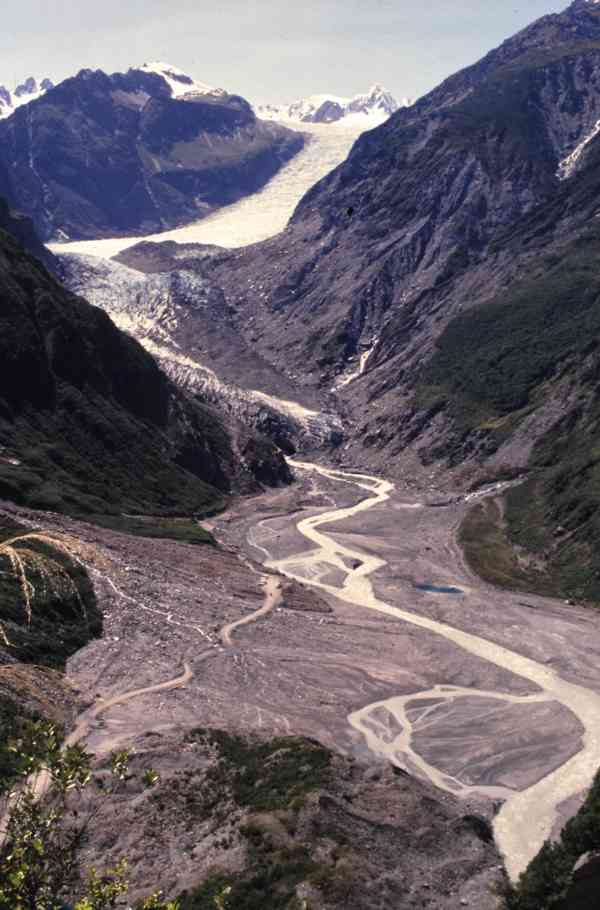
폭스 빙하

폭스 빙하(Fox Glacier, 마오리어:Te Moeka o Tuawe)는 뉴질랜드 남섬의 서해안에 위치한 웨스트랜드 국립공원에 위치한 13km에 이르는 긴 빙하이다. 이 빙하의 이름은 1872년 당시 이곳을 방문했던 뉴질랜드의 수상, 윌리엄 폭스 경을 따서 지은 것이다.

## 지리
네 개의 산악 빙하로 뭉쳐져서 폭스 빙하는 서던알프스에서 해안 쪽 아래로 13 km 길이에 너비 2.6km에 달한다. 해발 300m 밖에 되지 않은 울창한 우림 사이에 있는 몇 안되는 빙하이다. 비록 지난 100년간 많이 후퇴를 했었지만, 1985년 이래로 점점 나아가고 있다. 2006년에는 1주일에 약 평균 1m 정도를 전진했다. 2009년 1월에는 빙하의 끝부분이 여전히 전진을 하고 있었고, 수직면 또는 돌출면이 여전히 붕괴되고 있는 중이었다. 빙하의 유출로 폭스 강이 형성되었다. 최후의 빙하기에는 빙상이 현재의 해안선 너머까지 뻗었었고, 그 이후에 후퇴를 하면서 많은 빙퇴석을 남겼다. 마테손 호수는 이러한 작용으로 생겨난 것이다.

## 관광
근처에 있는 프란츠 조셉 빙하와 같이, 폭스 빙하도 세계에서 가장 접근하기 쉬운 빙하이다. 돌출면까지 폭스 빙하 마을 (웨헤카)에서 쉽게 걸어갈 수 있다. 이곳은 주요 관광지이며, 최성수기에는 약 1000명의 사람들이 매일 방문한다. 주의를 당부해도, 사람들이 장벽 너머로 가거나 가이드 없이 빙하를 오른다. 빙하의 빠른 전진으로 갑작스런 얼음이나 바위의 붕괴를 초래하여 위험할 수도 있다.

## 같이 보기
- 프란츠 조셉 빙하